# CinEScultura
 cinEScultura ist ein spanisches Film- und Kulturfestival, das jährlich in Regensburg stattfindet. Das Festival entstand im Jahr 2008 aus einem Projektseminar der Universität Regensburg. Durch das Festival sollte zum einen in Deutschland ein Forum für die Verbreitung spanischsprachiger Filme geschaffen werden und zum anderen Studierenden der Universität ein praxisorientiertes Projekt im Kulturmanagement geboten werden. Es handelt sich um eine Zusammenarbeit zwischen dem Forschungszentrum Spanien am Institut für Romanistik und dem Verein Arbeitskreis Film Regensburg e. V.

## Entwicklung
Das Festival begann als Filmschau spanischer Filme unter dem Namen 'Cinemania'. Im Jahr 2011 öffnete sich mit cinEScultura, dem heutigen Namen des Filmfestivals, ein Fenster auch nach Lateinamerika. Jedes Jahr widmet sich das Festival einer spanischen autonomen Region und einem lateinamerikanischen Land. Die Filmvorführungen werden von unterschiedlichen kulturellen Veranstaltungen begleitet. Im Rahmen des Festivals finden akademische Tagungen, Lesungen, Konzerte, Tanz- und Theateraufführungen und Kunstausstellungen statt. Einige Veranstaltungen finden in Zusammenarbeit mit Kulturinstituten wie dem Instituto Cervantes in München oder dem Katalanischen Kulturzentrum statt. Von der Vereinigung der öffentlichen Kulturträger Spaniens wurde das Film- und Kulturfestival 2013 als eine der zehn innovativsten Initiativen im Bereich der spanischen Kulturarbeit ausgewählt.
Zu den bisherigen Gästen des Festivals zählen unter anderem die Regisseure Francisco Lombardi und Sergio Cabrera. Künstler wie Francisco Mata Rosas, Fernando de la Jara, Aleix Saló und Javier Mariscal die Musiker Santiago Auserón, Sílvia Pérez Cruz und Kiko Veneno, sowie Autoren wie Javier Cercas, María Barbal, und Gioconda Belli waren in vergangenen Jahren beim Festival zu Gast.

## Editionen
| Jahr | Autonome Region Spaniens | Lateinamerikanisches Land | Gäste |
| ---- | ------------------------ | ------------------------- | --- |
| 2016 | Valencia                 | Ecuador                   | Regisseure: Sigfrid Monleón, Fran Ruvira, Darío Aguirre Musiker: Niño de Elche, Mara Aranda, The Sir Alligator's Company, Calle Mambo, MusiCalle Künstler: Javier Mariscal, Kuzu, Aecio Sarti, Nicolás Herrera, Boris Ordóñez, Eduardo Segovia Andere: Juan Estelrich                            |
| 2015 | Kantabrien               | Kolumbien                 | Regisseure: Sergio Cabrera, Elías León Siminiani, Manuel Bartual, Luis López Carrasco, Xavi Artigas, Xabo Ortega Musiker: Nacho Mastretta, Hendrik Röver, Angie Mar, Calle Mambo, Duo Sortilegio, Entre dos mares Künstler: José Ramón Sánchez, Ana Díez, Eloy Velázquez Andere: Ajo, Teatroedro |
| 2014 | Katalonien               | Nicaragua                 | Regisseure: Rodrigo Sorogoyen, Daniel Castro, Concha Barquero, Alejandro Alvarado, Mar Coll Musiker: Kiko Veneno, Sílvia Pérez Cruz Künstler: Aleix Saló, Francisco Mata Rosas Autoren: Javier Cercas, Gioconda Belli, María Barbal                                                              |
| 2013 | Aragonien                | Peru                      | Regisseure: Francisco Lombardi, Alberto Durant, Ciro Altabás Musiker: Palo Santo Künstler: Rubén Vidal, Fernando de la Jara |
| 2012 | Navarra                  | Mexiko                    | Regisseure: Ana Díez, Alber Ponte, Félix Viscarret, |
| 2011 | Asturien                 | Argentinien               | Regisseure: Gonzalo Suárez, Ramón Lluís Bande, José Antonio Quirós, Jeanine Meerapfel Musiker: tangoBar, Rafa Lorenzo, Ayahuasca Tango, Xera, Skama la Rede Künstler: Miguelanxo Prados |
| 2010 | Galicien                 | -                         | Regisseure: Alber Ponte, Antón Reixa Musiker: TangoBar, Silvia Penide Künstler: Miguelanxo Prados Autoren: Manuel Rivas |
| 2009 | Baskenland               | -                         | |
| 2008 | -                        | -                         | |

## KurzfilmpreisPremio cinEScultura
Seit 2013 wird in Kooperation mit der Internationalen Kurzfilmwoche Regensburg der Premio cinEScultura verliehen, mit dem spanischsprachige Kurzfilme ausgezeichnet werden, die ästhetisch anspruchsvoll sind, in besonderer Weise spanische oder lateinamerikanische (Film-)Kultur widerspiegeln und sich für Lehre und Forschung eignen.
| Jahr | Gewinner                                   | Lobende Erwähnungen                                                              |
| ---- | ------------------------------------------ | -------------------------------------------------------------------------------- |
| 2016 | El aspirante (Regie: Juan Gautier)         | El adiós (Regie: Clara Roquet); Piel canela (Regie: Alejandro de Vega de Unceta) |
| 2015 | Todo un futuro juntos (Regie: Pablo Remón) | Yayos (Regie: Roberto San Sebastián); Tu P*** Banco (Regie: José Luis Santos)    |
| 2014 | Eskíper (Regie: Pedro Collantes)           | Juliana (Regie: Jana Herreros); Juancho (Regie: Rafael Loayza Sánchez)           |
| 2013 | Camping (Regie: Pilar Gutiérrez Aguado)    | La migala (Regie: Jaime Dezcallar); Taboulé (Regie: Richard García)              |